# 진애리
카스가 에리 (春日 エリ)는 침푸이의 등장인물로, 신이슬 이치로의 학급 친구이다. 노비 노비타(노진구)의 성전환 버전이다. 성우는 하야시바라 메구미/양정화